# Holy Wood (In the Shadow of the Valley of Death)
 (juin 2012).
Si vous disposez d'ouvrages ou d'articles de référence ou si vous connaissez des sites web de qualité traitant du thème abordé ici, merci de compléter l'article en donnant les références utiles à sa vérifiabilité et en les liant à la section « Notes et références ».
Albums de Marilyn Manson
The Last Tour on Earth
(1999) The Golden Age of Grotesque
(2003)
Holy Wood (In the Shadow of the Valley of Death) (prononcé : [ˈhoʊli wʊd]; littéralement « Dans l'Ombre de la Vallée de la Mort ») est le quatrième album studio du groupe Marilyn Manson.
Il est sorti le 11 novembre 2000 sur le label Interscope Records. L'album Holy Wood apparaît comme une introduction aux deux albums qui l’ont précédé, Mechanical Animals et Antichrist Superstar, les trois œuvres formant une sorte de trilogie.[réf. nécessaire]
Trois singles (Disposable Teens, The Fight Song et The Nobodies) en sont issus, ainsi qu’un roman qui n’a toujours pas été publié.

## Description
Sorti en 2000, l'album se veut une réponse au massacre du lycée de Columbine qui eut lieu le 20 avril 1999, certains médias[réf. nécessaire] ayant pointé du doigt Marilyn Manson, en l’accusant d’avoir inspiré et encouragé l’état d’esprit violent des auteurs de ce crime au travers de sa musique et de son ambiance visuelle « gothique ». En réponse, l'album souligne l’obsession de la société américaine pour les armes, la religion et la célébrité, notamment la notoriété - propagée par les médias - qu'une mort violente peut entraîner.
Ainsi, le sujet principal de l'album est la culture de la célébrité en Amérique, l’obsession pour les armes et la fascination pour la mort, le culte du martyr.
Le ton est donné avec la pochette choc de l'album; on y voit Manson tel un Christ amputé de sa mâchoire; comme si on voulait l'empêcher de s'exprimer... Cette pochette provoque de nombreuses protestations de la part d'associations chrétiennes, notamment pendant la tournée qui suit la sortie de l'album.
Les paroles de Manson contiennent de nombreuses références notamment à John F. Kennedy, John Lennon et d'autres personnes qui se sont élevées au statut de martyrs dans la culture américaine grâce à leur mort. La chanson King Kill 33° est une référence à l'essai du même nom des auteurs Michael A. Hoffman et James Shelby Downard qui décrit la présence d'un symbolisme maçonnique dans l'assassinat de John F. Kennedy.

## Scénario de l'album
Le personnage principal de l'histoire est l'alter ego de Brian Warner, Marilyn Manson, qui est déjà apparu sous la forme de l'androgyne Omega dans Mechanical Animals et le « ver » dans Antichrist Superstar. On peut noter que le titre Coma Black est une allusion au précédent album dans lequel figurait Coma White.
L'album raconte la montée du personnage central de l'album, anonyme, au pouvoir; sa lutte contre Dieu, la montée du peuple de la vallée de la Mort, jusqu'au suicide.
Plus précisément, on suit le parcours de ce personnage, un rebelle de la vallée de la Mort, essentiellement composée de « rebuts de l’humanité », qui mène une révolution contre Holy Wood, un endroit habité par les gens riches et célèbres décrits dans la chanson The Beautiful People. La révolution est une réussite au goût amer car pendant qu’il démantèle Holy Wood, les médias grand public transforment la révolution et la rendent fausse, intéressée, et aussi vaine que ce qu’il détruit. Tout cela amène à son présumé suicide.
Dans Mechanical Animals, on suivait l’aventure de l'androgyne. Il s’agit d’« Omēga », un décadent et androgyne extraterrestre qui, tout comme pour Ziggy Stardust de David Bowie, tombe sur Terre, se fait capturer et est lancé comme un produit en tant que star du rock. Un personnage secondaire « Alpha » apparait sur l’album et ressemble plus à Marilyn Manson, lui-même. Omēga est attiré par Coma. En tant que rock star, Omēga devient dépendant aux drogues, émotionnellement détaché et dissocié, ainsi que nihiliste. Sa relation avec Coma devient de plus en plus dysfonctionnelle et se termine, sans retour possible. Tout comme dans Holy Wood, il craque.
Dans Antichrist Superstar, on y suit le personnage principal à deux périodes de sa vie : en tant que « The Worm » (le ver) et que « The Disintegrator » (le désintégrateur). The Worm est décrit comme « une ombre insignifiante qui cherche son chez-soi dans un monde infini de lumière ». Au cours de sa recherche, il devient tyrannique, l’éponyme Antichrist Superstar. Il finit par devenir « The Disintegrator » qui, avec sa critique amère, trahit tout ce que la révolution avait combattu et détruit en chemin tout, tout le monde autour de lui, ainsi que lui-même.

## Tournée
La sortie de l'album est suivie de la tournée « Guns, God and Government Tour ». Le nom fait référence à un passage des chansons " The Love Song " et " The Fall of Adam ".
Cette tournée dantesque (plus de 100 dates en un an essentiellement en Amérique du Nord et en Europe) avec ses entrées théâtrales, ses provocations à l'égard des symboles des États-Unis et la violence inouïe des prestations scéniques contribuent à faire de Manson une vraie bête de scène et plus que jamais le cauchemar d'une partie de l'Amérique bien-pensante.
À noter la sortie d'un film-live Guns, God and Government courant 2002. En plus de morceaux enregistrés en live, on y trouve un documentaire sur les coulisses de la tournée.

## Livre et film
L’album était censé être accompagné d’un livre et d’un film de même noms qui devaient permettre d’approfondir l’histoire mise en place.
Le film n’est jamais entré en production.
La sortie du livre est toujours prévue, mais est bloquée apparemment à cause d’un problème de publication. Lors d’une interview de Manson ayant eu lieu à peu près au moment de la sortie du livre Stranger Than Fiction, Chuck Palahniuk a mentionné le livre et a déclaré qu’il était terminé et a salué son style.
Manson a rendu public le chapitre 10 du livre sur un site web. Beaucoup de fans ont remarqué la prévalence des fautes d’orthographe et de grammaire (qu’elles soient intentionnelles ou non).

## Critiques
Acclamé par la critique et les fans, l'album n’obtint pas le succès commercial escompté. Après avoir débuté treizième du Billboard 200, il le quitta dans les semaines qui suivirent. Il est depuis devenu disque d'or.
Le magazine Rolling Stone précisa que « le groupe assurait vraiment, son groove « méchant » mettait en exergue la voix plaintive du chanteur dans une démonstration exaltante qui est l’essence même du Rock’n’Roll. » 
De même AllMusic a depuis ajouté que c’était le meilleur album du groupe « il y a un tel effort, Holy Wood marque la fin du travail le plus fort et le plus cohérent de toutes leurs œuvres. »

## Liste des titres
Toutes les paroles sont écrites par Marilyn Manson.
| 1. | GodEatGod        | Marilyn Manson         | 2:34 |
| 2. | The Love Song    | John 5, Twiggy Ramirez | 3:16 |
| 3. | The Fight Song   | John 5                 | 2:55 |
| 4. | Disposable Teens | John 5, Twiggy Ramirez | 3:01 |

| 5. | Target Audience (Narcissus Narcosis) | John 5, Twiggy Ramirez                     | 4:18 |
| 6. | "President Dead"                     | John 5, Twiggy Ramirez, Madonna Wayne Gacy | 3:13 |
| 7. | In the Shadow of the Valley of Death | John 5, Twiggy Ramirez                     | 4:09 |
| 8. | Cruci-Fiction in Space               | John 5, Twiggy Ramirez, Madonna Wayne Gacy | 4:56 |
| 9. | A Place in the Dirt                  | John 5                                     | 3:37 |

| 10. | The Nobodies   | John 5, Marilyn Manson | 3:35 |
| 11. | The Death Song | John 5, Marilyn Manson | 3:29 |
| 12. | Lamb of God    | Twiggy Ramirez         | 4:39 |
| 13. | Born Again     | John 5, Twiggy Ramirez | 3:20 |
| 14. | Burning Flag   | John 5, Twiggy Ramirez | 3:21 |

| 15. | Coma Black: a. Eden Eye b. The Apple of Discord                  | Twiggy Ramirez, Marilyn Manson, John 5 | 5:58 |
| 16. | Valentine's Day                                                  | Twiggy Ramirez, Marilyn Manson         | 3:31 |
| 17. | The Fall of Adam                                                 | Twiggy Ramirez, John 5                 | 2:34 |
| 18. | King Kill 33º                                                    | Twiggy Ramirez                         | 2:18 |
| 19. | Count to Six and Die (The Vacuum of Infinite Space Encompassing) | John 5                                 | 3:24 |

| 20. | The Nobodies (version acoustique; éditions japonaises & britanniques) | Marilyn Manson, John 5                  | 3:35 |
| 21. | Mechanical Animals (live; édition japonaise seulement)                | Marilyn Manson, Twiggy Ramirez, Zim Zum | 4:11 |

Manson a affirmé que « plus de 200 chansons » ont été écrites pendant la production de cet album[réf. nécessaire].

## Référence culturelle
En 2004 paraît dans le magazine Rolling Stone un article dans lequel Manson explique quel rôle les médias jouent dans la création d’icônes immortelles de la culture musicale à partir d’artistes morts, admettant par là que Lamb of God (agneau de Dieu) lui a été inspiré par Kurt Cobain et Jim Morisson.
L’illustration de cette idée peut être trouvée dans la chanson Lamb of God où Marilyn chante :
| If you die when there's no one watching, Then your ratings drop and you're forgotten. But if they kill you on the TV, You're a martyr and a lamb of God. | Si tu meurs quand personne ne te regarde Ton indice d’écoute chute et tu es oublié Mais s’ils te tuent en direct à la télé Tu es un martyr et un agneau de Dieu |

The Nobodies semble traiter directement du sujet :
| We are the nobodies, wanna be somebodies. When we're dead, they'll know just who we are. | Nous ne sommes personne, voulant être quelqu’un Quand nous serons morts, ils sauront qui nous sommes |

Et aussi :
| Some children died the other day; We fed machines and then we prayed. Puked up and down in morbid faith; You should have seen the ratings that day. | Quelques enfants sont morts l’autre jour Nous nourrissions la machine et nous priions Dégueulis sur une foi morbide Tu aurais dû voir l’audimat ce jour-là. |

## Anecdotes
- GodeatGod la piste ouvrant l’album, est un jeu de mots se référant à l’expression pour le terme « Dog eat Dog » qui signifie une compétition sans pitié, la loi du plus fort.
- The Love Song critique l’obsession de la société américaine avec le christianisme, les armes à feux et le patriotisme.
- The Fight Song comporte cette phrase : « The death of one is a tragedy, but the death of a million is just a statistic » (« la mort de quelqu’un est une tragédie, mais la mort d’un million de personnes est juste une statistique »). Ceci est une citation de Joseph Staline.
- Disposable Teens fut le premier single de l’album. On dit que Marilyn Manson a copié son hit The Beautiful People avec cette chanson.[réf. nécessaire] Elle contient également une allusion au livre de George Orwell, 1984. Il dit « a rebel from the waist down » (un rebelle à taille basse/de la taille aux pieds). C’est une reprise partielle d’une réplique du personnage principal à celle avec qui il a une relation essentiellement charnelle.
- Target Audience est un jeu de mots utilisé pour se moquer des médias dont l’unique intérêt est l’audimat.
- Le terme « Holy Wood » (pouvant être traduit par la « Sainte Forêt », ou bien la « Forêt de Dieu ») fut utilisé une fois dans un poème d'Aleister Crowley, poème auquel Marilyn Manson fait référence assez fréquemment.[réf. nécessaire] Il est aussi utilisé afin de se moquer d’Hollywood, comme le montre la couverture du CD.
- Lors de la tournée américaine de 2000 God, Guns and Government, le lobby chrétien a fait circuler des pétitions afin d’empêcher Marilyn Manson de jouer sur scène The Nobodies en raison de la référence à la fusillade de Columbine.[réf. nécessaire]
- La première lettre du titre de chaque section de l’album forme le mot « ADAM », référence au premier homme.
- The Nobodies fait sûrement référence à la célèbre phrase de Charles Manson lors d'un interview où il répondait à la question « qui êtes vous ? » ceci : « Nobody, I'm Nobody » après avoir fait des grimaces cultes.
- Le titre de l’album et de la chanson fait référence au psaume 23 de la Bible[5].
- Cruci-Fiction in Space fut utilisé pour la publicité de la Xbox 360 et pour celle du jeu de PlayStation 3 The Darkness.[réf. nécessaire]
- La chanson President Dead dure exactement 3 min 13, référence probable à l'image 313 du film de Abraham Zapruder sur l’assassinat du président JFK qui est l'instant précis où Kennedy reçoit la balle fatale.[réf. nécessaire]
- Holy Wood fait surtout référence à l'arbre de la connaissance du jardin d'Eden, auquel Eve prit une pomme. Cet arbre est censé, toujours d'après la bible, être celui qui servit à créer la croix sur laquelle fut crucifié Jesus.

## Crédits
- Marilyn Manson - Arrangeur, Chant, Producteur, Art Direction, Concept
- Twiggy Ramirez - Guitare Basse, Guitare, Claviers
- Ginger Fish - Batterie
- John 5 - Guitare (Acoustique), Guitare,
- M.W Gacy - Claviers
- Bon Harris- synthétiseur, Programmation, Édition, Percussion Électronique
- Dave Sardy- Guitare (rythmique), Producteur
- Paul Northfield - Ingénieur
- D. Sardy - Producteur, Mixage
- P.R. Brown - Art Direction, Design, Photographie
- Greg Fidelman - Ingénieur
- Nick Raskulinecz - Ingénieur assistant
- Joe Zook - Ingénieur assistant
- Kevin Guarnieri - Ingénieur assistant